# Justine Delanote
Justine Delanote (25 januari 2001) is een voormalig Belgisch volleybalster.

## Levensloop
Delanote kreeg haar opleiding bij Volley Opwijk. In 2017 ging ze aan de slag bij JV Londerzeel en vervolgens Mevoc Meerbeke. Sinds 2020 is ze actief bij VC Oudegem. Bij deze club debuteerde ze in mei 2021 in het eerste team en won ze in 2022 de Beker van België.